# 崔根良

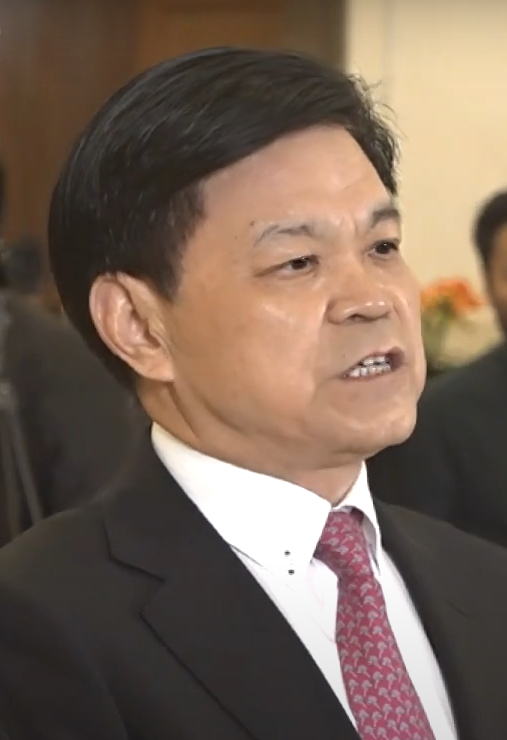
崔根良

崔根良（1958年—），江苏苏州人，汉族，中华人民共和国政治人物、企业家。

## 生平
加入中国共产党。2013年，被选为全国人大代表。亨通集团创始人，现任亨通集团党委书记、董事局主席。2018年2月24日，当选为第十三届全国人大代表。